# 杨凯生

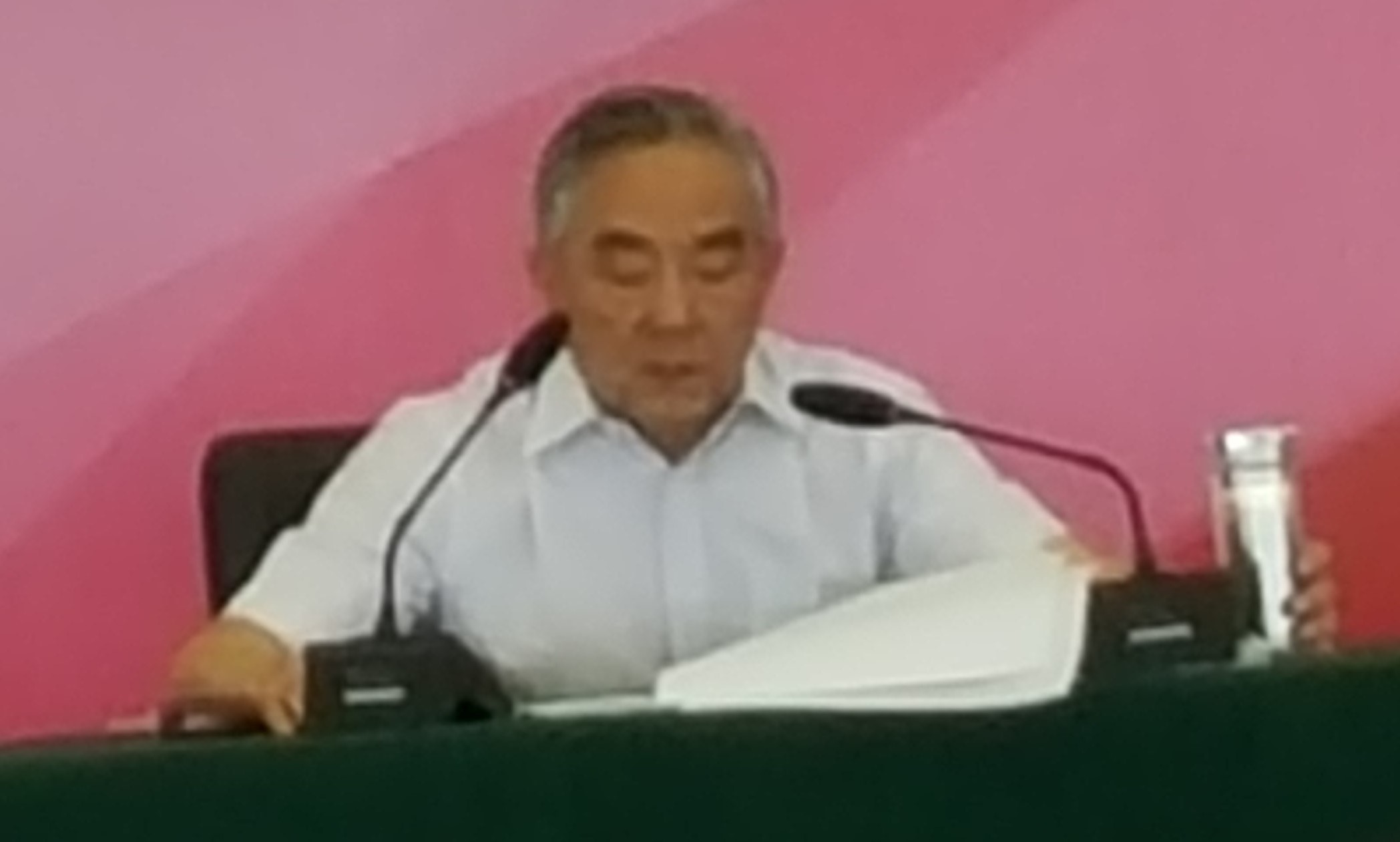
杨凯生在北京大学经济学院

杨凯生（1949年—），中华人民共和国政治人物、第十一届全国政协委员。武汉大学经济学博士，中国工商银行股份有限公司总行长、副董事长、执行董事，兼任武汉大学兼职教授、工银瑞信基金管理公司董事长和中国国际经济贸易仲裁委员会第16届委员会副主任。
後加入中国共产党，担任中国工商银行行长、副董事长、党委副书记。2008年，当选第十一届全国政协委员，代表经济界，分入第三十七组。并担任经济委员会专委。